# Kidane Tadasse
Kidane Tadasse, auch Tadesse oder Tadese, (* 1987 in Adi Bana) ist ein eritreischer Langstreckenläufer. Sein älterer Bruder Zersenay Tadese ist mehrfacher Weltmeister und ehemaliger Weltrekordhalter auf der Halbmarathondistanz.

## Leben
Tadasse belegte in den Juniorenrennen der Crosslauf-Weltmeisterschaften 2005 und 2006 die Plätze sechzehn und elf. Bei den Leichtathletik-Juniorenweltmeisterschaften 2006 in Peking wurde er Sechster im 5000-Meter-Lauf. Ebenfalls in der chinesischen Hauptstadt trat er erstmals in Erwachsenenbereich in Erscheinung. Bei den Olympischen Spielen 2008 wurde er Zehnter über 5000 m und belegte den zwölften Rang im 10.000-Meter-Lauf.
Bei den Leichtathletik-Weltmeisterschaften 2009 in Berlin erreichte er über 10.000 m den neunten Platz, während er im 5000-Meter-Lauf den Finaleinzug verpasste. 2010 belegte er bei den Crosslauf-Weltmeisterschaften in Bydgoszcz den fünfzehnten Platz und gewann mit der eritreischen Mannschaft die Silbermedaille in der Nationenwertung.

## Bestleistungen
- 5000 m: 13:11,85 min, 9. Juni 2010, Huelva
- 10.000 m: 27:06,16 min, 31. Mai 2008, Neerpelt
- Halbmarathon: 1:01:06 h, 18. Oktober 2015, Valencia